# Parafia Wniebowzięcia Najświętszej Maryi Panny w Kłodzku
Parafia Wniebowzięcia Najświętszej Maryi Panny w Kłodzku znajduje się w dekanacie kłodzkim w diecezji świdnickiej.
Była erygowana w XIII wieku.
15 sierpnia 2016 przy parafii powstała kapituła kanonicka księży kanoników, a świątynia została wyniesiona do rangi Kolegiaty.

## Świątynie
- Kolegiata Wniebowzięcia Najświętszej Maryi Panny w Kłodzku – kościół ten w 2003 roku był wymieniany jako konkatedra nowej diecezji.
- kościół św. Jerzego i św. Wojciecha w Kłodzku – klaryski, ul. Łukasińskiego
- kościół św. Ignacego Loyoli w Kłodzku
- kościół św. Antoniego w Gołogłowach

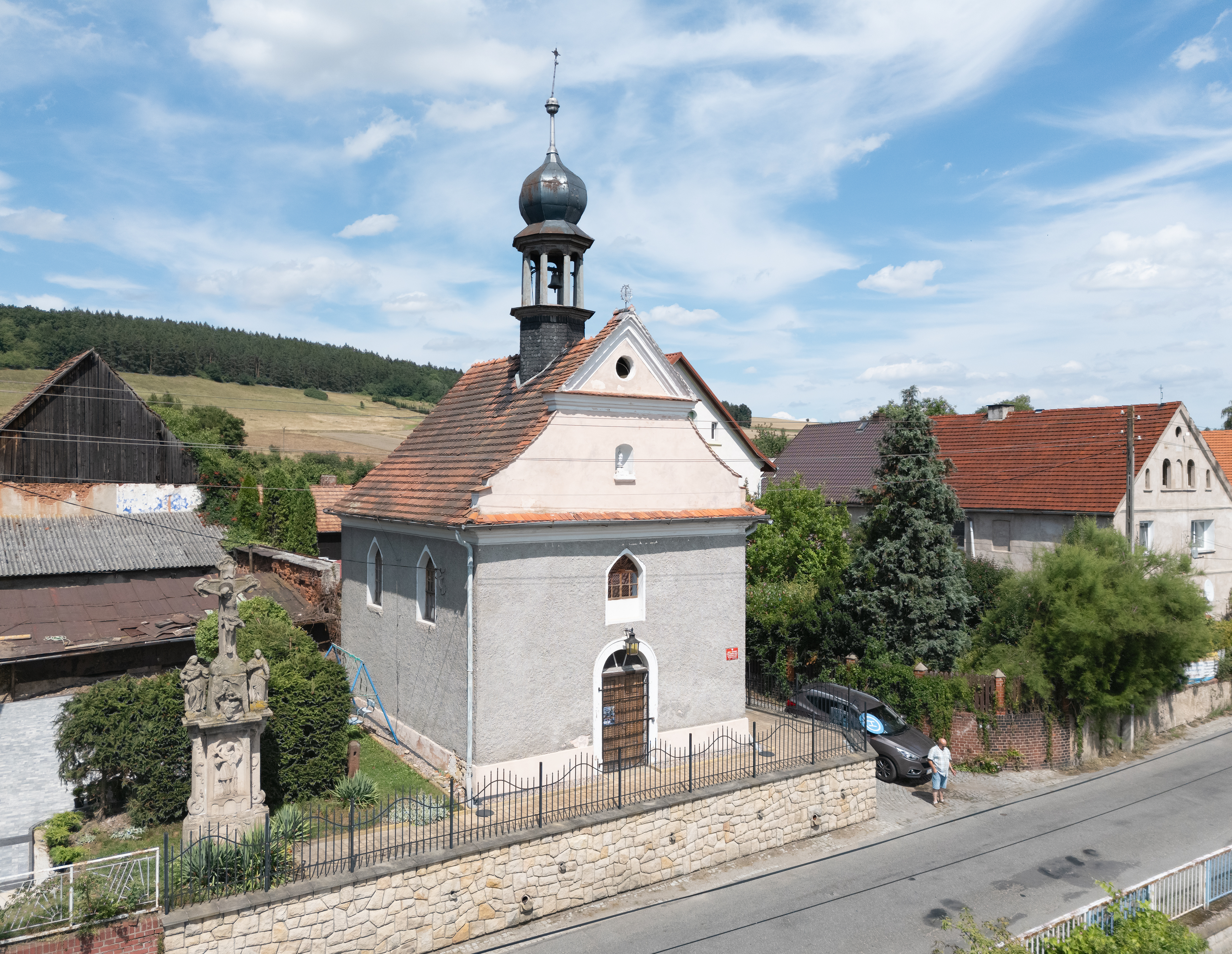
Kościół św. Antoniego w Gołogłowach